# Tiszakeszi
Tiszakeszi je vas na Madžarskem, ki upravno spada pod podregijo Mezőcsáti Županije Borsod-Abaúj-Zemplén.